# Moore Station
Moore Station és una població dels Estats Units a l'estat de Texas. Segons el cens del 2000 tenia 184 habitants.

## Demografia
Segons el cens del 2000, Moore Station tenia 184 habitants, 69 habitatges, i 52 famílies. La densitat de població era de 55,1 habitants/km².
Dels 69 habitatges en un 42% hi vivien nens de menys de 18 anys, en un 43,5% hi vivien parelles casades, en un 24,6% dones solteres, i en un 24,6% no eren unitats familiars. En el 24,6% dels habitatges hi vivien persones soles l'11,6% de les quals corresponia a persones de 65 anys o més que vivien soles. El nombre mitjà de persones vivint en cada habitatge era de 2,67 i el nombre mitjà de persones que vivien en cada família era de 3,13.
Per edats la població es repartia de la següent manera: un 27,7% tenia menys de 18 anys, un 7,6% entre 18 i 24, un 23,4% entre 25 i 44, un 23,9% de 45 a 60 i un 17,4% 65 anys o més.
L'edat mediana era de 41 anys. Per cada 100 dones de 18 o més anys hi havia 87,3 homes.
La renda mediana per habitatge era de 28.393 $ i la renda mediana per família de 26.875 $. Els homes tenien una renda mediana de 18.125 $ mentre que les dones 17.143 $. La renda per capita de la població era de 9.378 $. Aproximadament el 16,9% de les famílies i el 18,1% de la població estaven per davall del llindar de pobresa.

## Poblacions més properes
El següent diagrama mostra les poblacions més properes.